# 紬りお
紬 りお（つむぎ りお、1994年5月16日 - ）は、日本のAV女優、元アイドル・元声優。
アイドル時代の芸名は「雪乃 りお」（ゆきの りお）。

## 略歴・人物
埼玉県出身。
埼玉のメイドカフェ「Maid Witch」、秋葉原のライブカフェ&バー「Dear Stage」、秋葉原のコンセプトカフェ（教会カフェ）「St. Grace Court」などに勤務経験あり。
2009年10月よりEBAプロダクションに所属し、アイドル声優として活動を開始。
2010年5月16日に開催された吉祥寺CLUB SEATAでのライブイベント「GIRLs-RockPop stadium」でのバースデーライブにて、同事務所の夢咲ゆりあとアニメーター声優アイドルデュオ「アニメティックプラシーボ（あにぷら）」としての活動の開始を宣言し、プレデビューとしてオリジナル曲「Hey Boy」を初披露。また、シスターユニット「シスタードロップ」のメンバーとしても活動。
2018年10月に「雪乃凛央」としてAVデビュー。所属事務所はティーパワーズ。
2021年5月1日、芸名を「紬りお」に改名した。

## 出演

### ゲーム
- 蒼空のフロンティア（オンラインゲーム、クリエイティブRPG） - サンプルボイス視聴ページ

### ラジオ
- 雪乃りおのリボンレター（2009年4月5日 - 9月27日、かつしかFM） - 毎週日曜日20:00 - 20:30に放送、生放送をライブ中継し、録画録音したものをポッドキャスト配信

### テレビ
- 魚拓と成瀬のツキとスッポンぽん #257,#258（2019年8月4日,11日、パチ・スロ サイトセブンTV）
- ダラケ! 〜お金を払ってでも見たいクイズ〜 #31（2019年9月16日、BSスカパー!）[4]

### ネット
- DTテレビ #84,#100（2019年7月26日,11月22日、AmebaTV）- 「濡れ女アワード」などに出演

### 映画
- オトナのしおり とじて、ひらいて（2020年、オーピー映画）[5]

## 作品

### アダルトDVD
2018年
- 普通の女の子がAV女優になるまでの軌跡にカメラが密着! 敏感乳首イキ 元アイドル 超アニメ声 現役保育士 AV debut!!（10月5日、プレステージ）※「凛央」名義
- 最高の愛人と、最高の中出し性交。 34 保育士 りお (28歳)独身（10月26日、プレステージ）※「りお」名義

2019年
- J○ノーブラとびっこ散歩!! リモバイの刺激に乳首コリコリ胸ポッチ! 街中で恥じらい本気イキ!? 2（3月22日、DOC）※「ゆき」名義
- 完全盗撮 同じアパートに住む美人妻2人と仲良くなって部屋に連れ込んでめちゃくちゃセックスした件。 其の32（4月1日、変態紳士倶楽部）
- おっぱいの大きな保育士の皆さん! 童貞くんにピンクの乳首をチューチュー吸わせてもらえませんか? 母性溢れる授乳手コキでガチ勃起したち●ぽをそのまま聖母のお股にぬぷっっ! 素人子宮に童貞ザーメン生中出し!（4月12日、赤面女子）
- 120%リアルガチ軟派伝説 vol.71 in 千葉（4月19日、プレステージ）※「みれい」名義
- 3分前まで女子○生!! 卒業式直後のJ○が最後の制服姿で初めての絶頂&中出しSEX!?（4月26日、DOC）
- 初めての極太ディルドで体ビクビク足腰ガクガク敏感おま○こトロトロ即イキ羞恥オナニー 丸ノ内OL編 4（5月1日、変態紳士倶楽部）
- 妻の妹と浴室で密着性交（5月9日、ヒビノ）※「雪乃」名義
- 自画撮り 本気で感じる触り方を語りながらイキ過ぎ悶絶オナニー（5月15日、プリモ）
- 【清純娘】 華奢なカラダをクスリ漬けでドM中出し調教（5月19日、チキチキカマー）
- 文京区にある女教師が通う整体セラピー治療院 23（6月1日、変態紳士倶楽部）
- 一人カラオケ個室オナニー盗撮 黒パンスト半脱ぎで指ズボオナニーして白濁の本気汁を垂れ流して即イキするOLを隠し撮り（6月1日、変態紳士倶楽部）
- 友人宅で妻が変態性癖を躾けられ性処理ペットにされてしまいました（8月13日、アクアモール）
- 夜這いされて濡れる人妻（10月13日、アクアモール）
- 美人OL専門中野区にある患者の極所ツボを突き必ず痙攣失禁させる施術院 5（12月1日、変態紳士倶楽部）
- 同じマンションの制服女子を連れ去り固定バイブの電池が切れるまでイっても止めない身動き不可能の拘束放置アクメで完堕ちさせた件。 2（12月1日、変態紳士倶楽部）

2020年
- あなたごめんね 私、可愛い女でありたいの 〜元地下アイドルの今〜（2月1日、AV）
- 様々なシチュエーションで痴女たちが男を上から目線で凌辱する騎乗位! パンストを見せつけ破れた穴からパンティずらして強制挿入!（3月19日、グローリークエスト）
- はじめて彼女ができたので幼なじみとSEXや中出しの練習をする事にした（4月1日、ムーディーズ）
- ノーブラノーパンで挑発してくるスケベ奥さんが隣に引っ越してきた!（4月2日、グローリークエスト）
- お姉ちゃん、もうガマン出来ない…真夜中這うように忍び込んできた弟を受けいれ中出し（4月2日、グローリークエスト）
- ディープキス手コキ II（4月16日、グローリークエスト）

### VR
2019年
- 出張先のホテルの手違いで同僚OLと相部屋VR ラッキー!と思ったら女上司が乱入して飲み会を開催。 泥酔した同僚OLとイチャLOVEゲームしてたら、女上司が嫉妬して、、、（5月9日、変態紳士倶楽部）
- 悶絶クンニMANIAX VR 2（8月30日、ワンズファクトリー）
- 目の前に広がるランジェリーナ! ぷにぷにモリマン むちむちTバック もみもみブラジャー ぷりぷり美尻 ほぼノーモザイクVR（11月13日、Rookie）
- 目の前でお尻をじっくり観察! アナルを開いたり閉じたりパクパクしたりガッツリ丸見えVR（11月29日、Rookie）
- 目の前で繰り広げられる臨場感満載の舌と口と喉の動きがわかるディルドイラマチオ（12月25日、Rookie）

2020年
- 恥ずかしい恰好でSEXして恥ずかしい顔を目の前で見れるイキ顔ドアップVR（1月8日、Rookie）
- アナル舐めVR 目線はカメラ!お口はアナル!ケツに顔をうずめてペロペロ!時にはジュルジュル!肛門に舌をねじ込んでみたり! 徹底的にアナルを舐めてくれるVR（3月18日、Rookie）
- 初めてのAV面接!初々しくてカワイイ大学生がセクハラ面接で服を脱がされ、オナニー、ハメ撮りまでされてイキまくり!中出しまでされちゃった! 〜面接から即撮影!AV監督になれるVR〜（4月8日、マックス・エー）
- 至近距離でイヤらしい淫語を言ってじゅるじゅる音をたてながらスケベにフェラチオしてくれるVR（4月8日、Rookie）

### イメージDVD
- Rio パステルシンデレラ（2019年2月7日、REbecca）